# Themba Zwane
Themba Zwane (Tembisa, 3 agosto 1989) è un calciatore sudafricano, centrocampista del M. Sundowns e della nazionale sudafricana.

## Carriera

### Club
Ha giocato nel campionato sudafricano.

### Nazionale
Ha esordito in nazionale nel 2014.
Ha segnato il suo primo gol in nazionale nella sfida di qualificazione ai Mondiali 2018 contro il Burkina Faso.

## Statistiche

### Cronologia presenze e reti in nazionale
| Cronologia completa delle presenze e delle reti in nazionale ― Sudafrica | Cronologia completa delle presenze e delle reti in nazionale ― Sudafrica | Cronologia completa delle presenze e delle reti in nazionale ― Sudafrica | Cronologia completa delle presenze e delle reti in nazionale ― Sudafrica | Cronologia completa delle presenze e delle reti in nazionale ― Sudafrica | Cronologia completa delle presenze e delle reti in nazionale ― Sudafrica | Cronologia completa delle presenze e delle reti in nazionale ― Sudafrica | Cronologia completa delle presenze e delle reti in nazionale ― Sudafrica |
| Data                                                                     | Città                                                                    | In casa                                                                  | Risultato                                                                | Ospiti                                                                   | Competizione                                                             | Reti                                                                     | Note                                                                     |
| ------------------------------------------------------------------------ | ------------------------------------------------------------------------ | ------------------------------------------------------------------------ | ------------------------------------------------------------------------ | ------------------------------------------------------------------------ | ------------------------------------------------------------------------ | ------------------------------------------------------------------------ | ------------------------------------------------------------------------ |
| 26-5-2014                                                                | Sydney                                                                   | Australia                                                                | 1 – 1                                                                    | Sudafrica                                                                | Amichevole                                                               | -                                                                        | 65’                                                                      |
| 30-5-2014                                                                | Auckland                                                                 | Nuova Zelanda                                                            | 0 – 0                                                                    | Sudafrica                                                                | Amichevole                                                               | -                                                                        | 71’                                                                      |
| 5-9-2014                                                                 | Khartoum                                                                 | Sudan                                                                    | 0 – 3                                                                    | Sudafrica                                                                | Qual. Coppa d'Africa 2015                                                | -                                                                        | 45’                                                                      |
| 10-9-2014                                                                | Città del Capo                                                           | Sudafrica                                                                | 0 – 0                                                                    | Nigeria                                                                  | Qual. Coppa d'Africa 2015                                                | -                                                                        | 81’                                                                      |
| 30-11-2014                                                               | Durban                                                                   | Sudafrica                                                                | 2 – 0                                                                    | Costa d'Avorio                                                           | Amichevole                                                               | -                                                                        | 75’                                                                      |
| 4-1-2015                                                                 | Soweto                                                                   | Sudafrica                                                                | 1 – 0                                                                    | Zambia                                                                   | Amichevole                                                               | -                                                                        | 53’                                                                      |
| 10-1-2015                                                                | Libreville                                                               | Camerun                                                                  | 1 – 1                                                                    | Sudafrica                                                                | Amichevole                                                               | -                                                                        | 80’                                                                      |
| 25-3-2017                                                                | Durban                                                                   | Sudafrica                                                                | 2 – 1                                                                    | Guinea-Bissau                                                            | Amichevole                                                               | -                                                                        | 58’                                                                      |
| 28-3-2017                                                                | Buffalo City                                                             | Sudafrica                                                                | 0 – 0                                                                    | Angola                                                                   | Amichevole                                                               | -                                                                        | 45’                                                                      |
| 10-6-2017                                                                | Uyo                                                                      | Nigeria                                                                  | 0 – 2                                                                    | Sudafrica                                                                | Qual. Coppa d'Africa 2019                                                | -                                                                        |                                                                          |
| 1-9-2017                                                                 | Praia                                                                    | Capo Verde                                                               | 2 – 1                                                                    | Sudafrica                                                                | Qual. Mondiali 2018                                                      | -                                                                        |                                                                          |
| 5-9-2017                                                                 | Durban                                                                   | Sudafrica                                                                | 1 – 2                                                                    | Capo Verde                                                               | Qual. Mondiali 2018                                                      | -                                                                        | 57’                                                                      |
| 7-10-2017                                                                | Johannesburg                                                             | Sudafrica                                                                | 3 – 1                                                                    | Burkina Faso                                                             | Qual. Mondiali 2018                                                      | 1                                                                        |                                                                          |
| 10-11-2017                                                               | Polokwane                                                                | Sudafrica                                                                | 0 – 2                                                                    | Senegal                                                                  | Qual. Mondiali 2018                                                      | -                                                                        | 69’                                                                      |
| 14-11-2017                                                               | Dakar                                                                    | Senegal                                                                  | 2 – 1                                                                    | Sudafrica                                                                | Qual. Mondiali 2018                                                      | -                                                                        | 71’                                                                      |
| 21-3-2018                                                                | Ndola                                                                    | Sudafrica                                                                | 1 – 1                                                                    | Angola                                                                   | Amichevole                                                               | -                                                                        | 47’                                                                      |
| 17-11-2018                                                               | Johannesburg                                                             | Sudafrica                                                                | 1 – 1                                                                    | Nigeria                                                                  | Qual. Coppa d'Africa 2019                                                | -                                                                        |                                                                          |
| 24-3-2019                                                                | Sfax                                                                     | Libia                                                                    | 1 – 2                                                                    | Sudafrica                                                                | Qual. Coppa d'Africa 2019                                                | -                                                                        | 78’                                                                      |
| 24-6-2019                                                                | Eliopoli                                                                 | Costa d'Avorio                                                           | 1 – 0                                                                    | Sudafrica                                                                | Coppa d'Africa 2019 - 1º Turno                                           | -                                                                        |                                                                          |
| 28-6-2019                                                                | Eliopoli                                                                 | Sudafrica                                                                | 1 – 0                                                                    | Namibia                                                                  | Coppa d'Africa 2019 - 1º Turno                                           | -                                                                        | 79’                                                                      |
| 1-7-2019                                                                 | Eliopoli                                                                 | Sudafrica                                                                | 0 – 1                                                                    | Marocco                                                                  | Coppa d'Africa 2019 - 1º Turno                                           | -                                                                        | 18’ 75’                                                                  |
| 10-7-2019                                                                | Il Cairo                                                                 | Nigeria                                                                  | 2 – 1                                                                    | Sudafrica                                                                | Coppa d'Africa 2019 - Quarti di finale                                   | -                                                                        | 58’                                                                      |
| 13-10-2019                                                               | Port Elizabeth                                                           | Sudafrica                                                                | 2 – 1                                                                    | Mali                                                                     | Amichevole                                                               | 1                                                                        | 40’                                                                      |
| 11-10-2020                                                               | Durban                                                                   | Sudafrica                                                                | 1 – 2                                                                    | Zambia                                                                   | Amichevole                                                               | -                                                                        | 68’                                                                      |
| 13-11-2020                                                               | Johannesburg                                                             | Sudafrica                                                                | 2 – 0                                                                    | São Tomé e Príncipe                                                      | Qual. Coppa d'Africa 2021                                                | -                                                                        | 90’                                                                      |
| 16-11-2020                                                               | Port Elizabeth                                                           | São Tomé e Príncipe                                                      | 2 – 4                                                                    | Sudafrica                                                                | Qual. Coppa d'Africa 2021                                                | 2                                                                        | 90’                                                                      |
| 25-3-2021                                                                | Johannesburg                                                             | Sudafrica                                                                | 1 – 1                                                                    | Ghana                                                                    | Qual. Coppa d'Africa 2021                                                | -                                                                        | 89’                                                                      |
| 28-3-2021                                                                | Omdurman                                                                 | Sudan                                                                    | 2 – 0                                                                    | Sudafrica                                                                | Qual. Coppa d'Africa 2021                                                | -                                                                        | 77’                                                                      |
| 24-9-2022                                                                | Johannesburg                                                             | Sudafrica                                                                | 4 – 0                                                                    | Sierra Leone                                                             | Amichevole                                                               | 2                                                                        | 80’                                                                      |
| 17-11-2022                                                               | Durban                                                                   | Sudafrica                                                                | 2 – 1                                                                    | Mozambico                                                                | Amichevole                                                               | -                                                                        | 80’                                                                      |
| 20-11-2022                                                               | Durban                                                                   | Sudafrica                                                                | 1 – 1                                                                    | Angola                                                                   | Amichevole                                                               | -                                                                        | 61’                                                                      |
| 24-3-2023                                                                | Soweto                                                                   | Sudafrica                                                                | 2 – 2                                                                    | Liberia                                                                  | Qual. Coppa d'Africa 2023                                                | -                                                                        | 70’                                                                      |
| 17-6-2023                                                                | Durban                                                                   | Sudafrica                                                                | 2 – 1                                                                    | Marocco                                                                  | Qual. Coppa d'Africa 2023                                                | -                                                                        |                                                                          |
| 13-10-2023                                                               | Soweto                                                                   | Sudafrica                                                                | 0 – 0                                                                    | eSwatini                                                                 | Amichevole                                                               | -                                                                        | 46’                                                                      |
| 17-10-2023                                                               | Abidjan                                                                  | Costa d'Avorio                                                           | 1 – 1                                                                    | Sudafrica                                                                | Amichevole                                                               | 1                                                                        | 83’                                                                      |
| 18-11-2023                                                               | Durban                                                                   | Sudafrica                                                                | 2 – 1                                                                    | Benin                                                                    | Qual. Mondiali 2026                                                      | -                                                                        | 80’                                                                      |
| 21-11-2023                                                               | Butare                                                                   | Ruanda                                                                   | 2 – 0                                                                    | Sudafrica                                                                | Qual. Mondiali 2026                                                      | -                                                                        |                                                                          |
| 16-1-2024                                                                | Korhogo                                                                  | Mali                                                                     | 2 – 0                                                                    | Sudafrica                                                                | Coppa d'Africa 2023 - 1º turno                                           | -                                                                        | 73’                                                                      |
| 21-1-2024                                                                | Korhogo                                                                  | Sudafrica                                                                | 4 – 0                                                                    | Namibia                                                                  | Coppa d'Africa 2023 - 1º turno                                           | 2                                                                        | 71’                                                                      |
| 24-1-2024                                                                | Korhogo                                                                  | Sudafrica                                                                | 0 – 0                                                                    | Tunisia                                                                  | Coppa d'Africa 2023 - 1º turno                                           | -                                                                        | 80’                                                                      |
| 30-1-2024                                                                | San-Pédro                                                                | Marocco                                                                  | 0 – 2                                                                    | Sudafrica                                                                | Coppa d'Africa 2023 - Ottavi di finale                                   | -                                                                        | 70’                                                                      |
| 3-2-2024                                                                 | Yamoussoukro                                                             | Capo Verde                                                               | 0 – 0 dts (1 – 2 dtr)                                                    | Sudafrica                                                                | Coppa d'Africa 2023 - Quarti di finale                                   | -                                                                        | 90’                                                                      |
| 7-2-2024                                                                 | Bouaké                                                                   | Nigeria                                                                  | 1 – 1 dts (4 – 2 dtr)                                                    | Sudafrica                                                                | Coppa d'Africa 2023 - Semifinale                                         | -                                                                        | 75’                                                                      |
| 10-2-2024                                                                | Abidjan                                                                  | Sudafrica                                                                | 0 – 0 (6 – 5 dtr)                                                        | RD del Congo                                                             | Coppa d'Africa 2023 - Finale 3º posto                                    | -                                                                        | 58’                                                                      |
| 26-3-2024                                                                | Baraki                                                                   | Algeria                                                                  | 3 – 3                                                                    | Sudafrica                                                                | Amichevole                                                               | 2                                                                        | 73’                                                                      |
| 7-6-2024                                                                 | Uyo                                                                      | Nigeria                                                                  | 1 – 1                                                                    | Sudafrica                                                                | Qual. Mondiali 2026                                                      | 1                                                                        | 88’                                                                      |
| 11-6-2024                                                                | Bloemfontein                                                             | Sudafrica                                                                | 3 – 1                                                                    | Zimbabwe                                                                 | Qual. Mondiali 2026                                                      | -                                                                        |                                                                          |
| 6-9-2024                                                                 | Johannesburg                                                             | Sudafrica                                                                | 2 – 2                                                                    | Uganda                                                                   | Qual. Coppa d'Africa 2025                                                | -                                                                        | 74’                                                                      |
| 10-9-2024                                                                | Giuba                                                                    | Sudan del Sud                                                            | 2 – 3                                                                    | Sudafrica                                                                | Qual. Coppa d'Africa 2025                                                | -                                                                        |                                                                          |
| 11-10-2024                                                               | Port Elizabeth                                                           | Sudafrica                                                                | 5 – 0                                                                    | Rep. del Congo                                                           | Qual. Coppa d'Africa 2025                                                | -                                                                        |                                                                          |
| 15-10-2024                                                               | Brazzaville                                                              | Rep. del Congo                                                           | 1 – 1                                                                    | Sudafrica                                                                | Qual. Coppa d'Africa 2025                                                | -                                                                        | 40’                                                                      |
| Totale                                                                   |                                                                          | Presenze                                                                 | 51                                                                       |                                                                          | Reti                                                                     | 12                                                                       |                                                                          |

## Palmarès

### Club

#### Competizioni nazionali
- Campionato sudafricano: 8

Mamelodi Sundowns: 2015-2016, 2018-2019, 2019-2020, 2020-2021, 2021-2022, 2022-2023, 2023-2024, 2024-2025
- Coppa del Sudafrica: 1

Mamelodi Sundowns: 2019-2020
- Nedbank Cup: 1

Mamelodi Sundowns: 2014-2015
- Telkom Knockout: 1

Mamelodi Sundowns: 2015

#### Competizioni internazionali
- CAF Champions League: 1

Mamelodi Sundowns: 2016
- Supercoppa CAF: 1

Mamelodi Sundowns: 2017